# Koninklijke Sporting Club Lokeren Oost-Vlaanderen
El Koninklijke Sporting Club Lokeren Oost-Vlaanderen és un club de futbol belga de la ciutat de Lokeren.

## Història
- 1923: Fundació del Racing Club Lokeren; (reconstrucció del Football Club Racing Club Lokeren fundat el 1915, i afiliant a la URBSFA el 1920)
- 1945: Canvia la denominació per la de Racing Athletiek en Football Club Lokeren
- 1951: Obté el títol de Société Royale esdevenint Koninlijke Racing Club Lokeren
- 1970: Fusió amb Koninklijke Standaard Football Club Lokeren (1783) esdevenint Koninklijke Sporting Club Lokeren
- 2000: Fusió amb Koninklijke Sint-Niklase Sportkring Excelsior esdevenint Koninklijke Sporting Lokeren Sint-Niklaas Waasland
- 2003: Adopció de la denominació Koninklijke Sporting Club Lokeren Oost-Vlaanderen

## Palmarès
- Segona divisió belga de futbol (1):
  - 1995-96

## Futbolistes destacats
| - Guy Dardenne - Davy De Beule - Maurits De Schrijver - Filip De Wilde - Raymond Mommens - Bruno Versavel - Suvad Katana - João Carlos - Aristide Bancé - Karol Dobiaš - Jan Koller - Roman Vonášek - Daniel Zitka | - Elos Elonga-Ekakia - Hervé Nzelo-Lembi - Preben Elkjær Larsen - Dale Tempest - Kari Ukkonen - Sambégou Bangoura - Souleymane Youla - Marel Baldvinsson - Arnór Guðjohnsen - Arnar Grétarsson - Rúnar Kristinsson - Arnar Viðarsson | - Patrice Zéré - Edward Linskens - Stephen Keshi - Peter Rufai - Samson Siasia - Włodzimierz Lubański - Grzegorz Lato - Jim Bett - Jim Tolmie - Zvonko Milojević - Adékambi Olufadé - Đorđe Vujkov |